# Baltička anomalija
Baltička anomalija ili Baltički NLO, odnosi se na neobičnu formaciju ili objekt na dnu sjevernog dijela Baltičkog mora, koja je otkrivena 19. lipnja 2011. godine korištenjem sonarne tehnologije. Budući da je objekt ili formacija neobičnog oblika, jer nalikuje da je stvorena na umjetan način, do danas traju rasprave o čemu se zapravo radi.
Skupina ronica švedskog ronilačkog tima Ocean X, na čelu s Peterom Lindbergom otkrila je 2011. godine neobičan predmet na morskom dnu, na području Botničkog zaljeva, koji se nalazi u sastavu sjevernog dijela Baltičkog mora, a za koji je pretpostavila da se radi o NLO-u, budući da, prema njihovim tvrdnjama, prestaje raditi sva elektronička oprema u krugu od oko 200 metara. Objekt se nalazi 100 metara ispod morske površine, dug je 70 metara, a prema teorijama urote, sliči na Millenium Falcon, izmišljeni svemirski brod iz američke znanstvenofantastične filmske franšize Zvjezdani ratovi.
Skeptici su po otkriću tajanstvenog objekta, tvrdili kako sonarna tehnologija, pomoću koje je objekt otkriven, može biti nepouzdana, a konačno razrješenje misterije dogodilo se 2020. godine, kada su mediji objavili kako su istraživači ispitali uzorak tajanstvenog objekta i otkrili kako se zapravo radi o glacijalnom sedimentu.